# Гепталогія

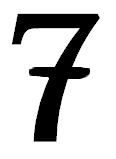
Цифра сім

Гептало́гія (від грец. ἑπτα- — «сім» і -λογία — «розповідь») — літературний, музичний або кінематографічний твір, що складається з семи частин, об'єднаних спільною ідеєю, героями і/або сюжетом. Гепталогія також поширена і в комп'ютерних іграх.

## Відомі гепталогії

### Книги
- «Бреннер» австрійського письменника Вольфа Хааса

1. Auferstehung der Toten[de] / укр. Воскресіння мертвих (1996)
2. Der Knochenmann[de] / укр. М'ясник (1997)
3. Komm, süßer Tod[de] / укр. Прийди, солодка смерть (1998)
4. Silentium![de] / укр. Мовчання! (1999)
5. Wie die Tiere[de] / укр. Як звірі (2001)
6. Das ewige Leben[de] / укр. Вічне життя (2003)
7. Der Brenner und der liebe Gott[de] / укр. Бреннер і Бог (2009)

- «У пошуках втраченого часу» Марселя Пруста

1. На Сваннову сторону (1913)
2. У затінку дівчат-квіток (1919)
3. Ґермантська сторона (1921—1922)
4. Содом і Гоморра (1922—1923)
5. Полонянка (1925)
6. Альбертина зникає (1927)
7. Віднайдений час (1927)

- «Гаррі Поттер» Джоан Роулінг

1. Гаррі Поттер і філософський камінь (1997)
2. Гаррі Поттер і Таємна кімната (1998)
3. Гаррі Поттер і в'язень Азкабану (1999)
4. Гаррі Поттер і келих вогню (2000)
5. Гаррі Поттер і Орден Фенікса (2003)
6. Гаррі Поттер і напівкровний Принц (2005)
7. Гаррі Поттер і Дари Смерті (2007)

- «Гепталогія Ієронімуса Босха» аргентинського драматурга Рафаеля Спрегельбурда (сучасне зіставлення з картиною Босха «Сім смертних гріхів»)

1. La inapetencia
2. La extravagancia
3. La modestia
4. La estupidez
5. El pánico
6. La paranoia
7. La terquedad

- «Завтра» австралійського письменника Джона Марсдена

1. Tomorrow, When the War Began[en] / укр. Завтра, коли почнеться війна (1993)
2. The Dead Of The Night (1994)
3. The Third Day, The Frost (1995)
4. Darkness Be My Friend (1996)
5. Burning For Revenge (1997)
6. The Night Is For Hunting (1998)
7. The Other Side of Dawn (1999)

- «Наративи про Імперії» Гора Відала

1. Washington D.C.[en] / укр. Вашингтон (1967)
2. Burr[en] / укр. Берр (1973)
3. 1876[en] / укр. 1876 (1976)
4. Lincoln[en] / укр. Лінкольн (1984)
5. Empire[en] / укр. Імперія (1987)
6. Hollywood[en] / укр. Голлівуд (1990)
7. The Golde Age[en] / укр. Золота доба (2000)

- «Пісня льоду й полум'я» Джорджа Р. Р. Мартіна

1. Гра престолів / англ. A Game of Thrones (1996)
2. Битва королів / англ. A Clash of Kings (1998)
3. Буря мечів / англ. A Storm of Swords (2000)
4. Бенкет круків / англ. A Feast for Crows (2005)
5. Танець з драконами / англ. A Dance with a Dragons (2011)
6. Вітри зими / англ. The Winds of Winter (робоча назва)
7. Мрія про весну / англ. Dream of Spring (робоча назва)

- «Темна Вежа» Стівена Кінга

1. Темна Вежа: Шукач / англ. The Dark Tower: The Gunslinger (1982)
2. Темна Вежа II: Крізь час / англ. The Dark Tower II: The Drawing of the Three (1987)
3. Темна Вежа ІІІ: Загублена земля / англ. The Dark Tower III: The Waste Lands (1991)
4. Темна Вежа IV: Чаклун та сфера / англ. The Dark Tower IV: Wizard and Glass (1997)
5. Темна Вежа V: Вовки Кальї / англ. The Dark Tower V: Wolves of the Calla (2003)
6. Темна Вежа VI: Пісня Сюзанни / англ. The Dark Tower VI: Song of Susannah (2004)
7. Темна Вежа VII: Темна Вежа / англ. The Dark Tower VII: The Dark Tower (2004)

- «Хроніки Нарнії» Клайва Стейплза Льюїса

1. «Лев, Біла Відьма та шафа» (1950)
2. «Принц Каспіан: Повернення в Нарнію» (1951)
3. «Подорож Досвітнього мандрівника» (1952)
4. «Срібне крісло» (1953)
5. «Кінь та його хлопчик» (1954)
6. «Небіж чаклуна» (1955)
7. «Остання битва» (1956)

### Музика
- «СВІТЛО. Сім днів тижня» — цикл опер цімецького композитора Карлгайнца Штокгаузена

1. Четвер (= Юпітер) / нім. Donnerstag aus Licht (1978—1981)
2. Субота (= Сатурн) / нім. Samstag aus Licht (1981—1983)
3. Понеділок (= Місяць) / нім. Montag aus Licht (1984—1988)
4. Вівторок (= Марс) / нім. Dienstag aus Licht (1977, 1987—1991)
5. П'ятниця (= Венера) / нім. Freitag aus Licht (1991—1994)
6. Середа (= Меркурій) / нім. Mittwoch aus Licht (1993—1998)
7. Неділя (= Сонце) / нім. Sonntag aus Licht (1998—2003)

### Фільми
- «Гаррі Поттер»

1. Гаррі Поттер і філософський камінь (2001)
2. Гаррі Поттер і Таємна кімната (2002)
3. Гаррі Поттер і в'язень Азкабану (2004)
4. Гаррі Поттер і Келих вогню (2005)
5. Гаррі Поттер і Орден Фенікса (2007)
6. Гаррі Поттер і напівкровний Принц (2009)
7. Гаррі Поттер і смертельні реліквії (2010—2011)

- «Пила»

1. Пила: Гра на виживання (2004)
2. Пила 2 (2005)
3. Пила 3 (2006)
4. Пила 4 (2007)
5. Пила 5 (2008)
6. Пила 6 (2009)
7. Пила 3D (2010)

- «Поліцейська академія»

1. Поліцейська академія (1984)
2. Поліцейська академія 2: Їх перше завдання (1984)
3. Поліцейська академія 3: Знову до академії (1986)
4. Поліцейська академія 4 (1987)
5. Поліцейська академія 5 (1988)
6. Поліцейська академія 6 (1989)
7. Поліцейська академія 7 (1994)

### Ігри
- «Harry Potter»

1. Гаррі Поттер і філософський камінь (2001)
2. Гаррі Поттер і таємна кімната (2002)
3. Гаррі Поттер і в'язень Азкабану (2004)
4. Гаррі Поттер і Келих вогню (2005)
5. Гаррі Поттер і Орден Фенікса (2007)
6. Гаррі Поттер і напівкровний Принц (2009)
7. Гаррі Поттер і смертельні реліквії (2010—2011)

- «The Settlers»

1. The Settlers (1994)
2. The Settlers II (1996)
3. The Settlers III (1998)
4. The Settlers IV (2001)
5. The Settlers: Heritage of Kings (2005)
6. The Settlers: Rise of an Empire (2007)
7. The Settlers 7: Paths to a Kingdom (2010)

### Інше
Класичними прикладами гепталогії в якійсь мірі також назвати:
- тиждень, що складається з семи днів
- сім смертних гріхів
- сім чудес світу
- сім кольорів веселки
- сім періодів в таблиці Менделєєва
- сім основних музичних нот